# Danse macabre (Saint-Saëns)
Danse macabreⓘ (pol. Taniec śmierci) opus 40 – poemat symfoniczny Camille’a Saint-Saënsa z 1874 roku. Premiera odbyła się 24 stycznia 1875 w Paryżu. Używana jest także nazwa Taniec szkieletów.
Utwór powstał pod wpływem wiersza francuskiego poety Henryka Cazalisa, nawiązującego do popularnego w literaturze i sztuce od czasów średniowiecza tematu tańca śmierci.
Pod względem budowy formalnej Danse macabre jest rozbudowanym walcem z dwoma tematami w opracowaniu wariacyjnym. Kompozytor wykorzystał ilustracyjne możliwości ksylofonu, w którego suchej i twardej barwie dźwięku wyraźnie jest słyszalny klekot szkieletów wirujących w tańcu.
Programowe treści utworu są bardzo czytelne: jest północ. Rozstrojonym głosem gęśli (solo skrzypcowe) śmierć sprasza duchy. Zabawie, narastającej w coraz bardziej dzikim tańcu, kładzie kres pianie koguta o świcie (grane na oboju). W zanikającym zawodzeniu śmierci jest zapowiedź dnia.

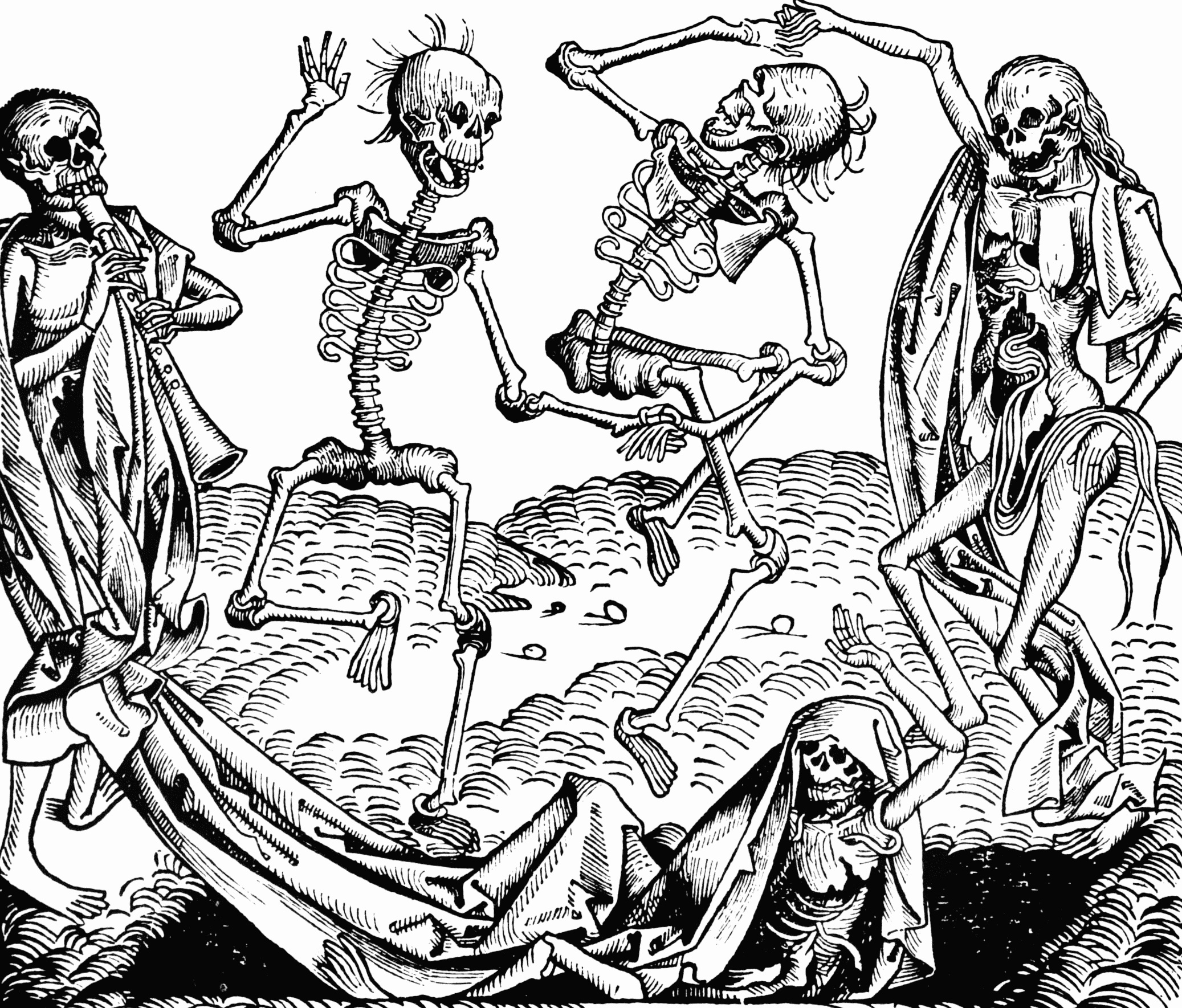
Danse macabre, Michael Wolgemut